# 13 (filme)
13 - O jogador é um filme de Suspense lançado em 2010. É um remake em inglês do filme francês 13 Tzameti. 13 foi dirigido e escrito por Géla Babluani, a mesma pessoa que dirigiu e escreveu o original.

## Sinopse
Vince Ferro(Sam Riley), um jovem eletricista que desesperadamente precisa de muito dinheiro para a cirurgia do pai, que está hospitalizado, acaba se envolvendo por engano em um jogo de roleta russa, assumindo a identidade de um homem morto, na qual Vince encontra um convite recebido pelo homem e pensa que esse convite seria uma oferta de trabalho lucrativa. Ele segue as instruções do envelope que era destinado ao falecido e acaba mergulhando no submundo das apostas, onde vidas humanas estão em jogo numa roleta russa bizarra.

## Elenco
- Sam Riley como Vincent "Vince" Ferro
- Mickey Rourke como Patrick Jefferson
- Ray Winstone como Ronald Lynn Bagges
- Jason Statham como Jasper Bagges
- 50 Cent como Jimmy
- Emmanuelle Chriqui como Aileen
- Michael Shannon como Henry
- Ben Gazzara como Schlondorff
- Alexander Skarsgård como Jack
- Gaby Hoffmann como Clara Ferro